# ヘルレイザーシリーズ
『ヘル・レイザー・シリーズ』（原題：Hellraiser、イギリス：Clive Barker's Hellraiser）は、1987年のイギリスのホラー映画『ヘル・レイザー』のシリーズ。
これまでに7作の続編が作られ、2007年にはこの作品のリメイク計画が発表された 。1作目は『ヘル・レイザー』と「・（中黒）」が入る表記だが、それ以外は「ヘルレイザー」である。

## 映画
- ヘル・レイザー（1987年）
- ヘルレイザー2（1988年）
- ヘルレイザー3（1992年）
- ヘルレイザー4（1996年）
- ヘルレイザー ゲート・オブ・インフェルノ（2000年）
- ヘルレイザー リターン・オブ・ナイトメア（2002年）
- ヘルレイザー ワールド・オブ・ペイン（2005年）
- ヘルレイザー ヘルワールド（2005年）
- ヘルレイザー:レベレーション（2011年）
- ヘルレイザー ジャッジメント（2018年）
- ヘル・レイザー（2022年）- リブート作品